# Уманский, Леонид Александрович
Леонид Александрович Уманский (23 июля 1890, Юзовка, Российская империя — 3 апреля 1957, Скенектади, штат Нью-Йорк, США) — российский и американский инженер-электромеханик, начальник инженерно-промышленного отдела компании «Дженерал Электрик», обладатель медали Эдисона.

## Биография
Родился 23 июля в Юзовке в семье уроженца Бахмута, инженера Абрама Исааковича Уманского (1859—1913), впоследствии владельца Механического чугунно-литейного завода и фабрики земледельческих машин в Николаеве. Брат (от второго брака отца) — советский дипломат Константин Александрович Уманский. Семья жила в собственном доме на Курьерской улице напротив водонапорной башни Шухова.
В 1907 году окончил гимназию в Николаеве. В том же году поступил на электромеханическое отделение Санкт-Петербургского политехнического института.
После окончания вуза в 1915 году Артиллерийской Комиссией направлен в США для приёмки снарядов для русской армии. После Октябрьского переворота остался в США. Инженер фирмы «Дженерал Электрик». Занимался электрификацией металлургической промышленности, прокатных станов, доменных печей, распределением энергии. С 1950 года начальник инженерно-промышленного отдела «Дженерал Электрик». В 1956 году награжден медалью Томаса А. Эдисона IEEE «за исключительный вклад в электрификацию промышленности» (этой медалью из русских учёных, кроме Л. А. Уманского, награждён только Владимир Зворыкин). Обладатель 18 патентов. Автор 30 научных работ.